# José Martínez Olivares
José Martínez Olivares  (Puerto Lumbreras, Murcia, España, 4 de noviembre de 1905 - Buenos Aires, Argentina 2 de agosto de 1986) fue un poeta y escritor español del siglo XX.

## Biografía
Era hijo de Eduardo Martínez Sánchez y de María Olivares Ruiz, ambos naturales de Puerto Lumbreras (Región de Murcia, España) y molineros de oficio.
En 1908 fallece su madre y el pequeño José pasa al cuidado de su tía Soledad Carrasco, esposa de uno de los tres hermanos de su padre, quien lo tratará como a un verdadero hijo, hecho que queda patente en el inmenso cariño que el poeta le muestra en numerosas composiciones.
Asiste a la escuela en su ciudad natal pero, hacia 1915, tiene que dejar los estudios para ayudar a su padre en las tareas del molino, debiendo esperar por este motivo algunos años más para continuar su formación.
En 1923, tan solo unos meses antes de que el Golpe de  Estado de Primo de Rivera pusiese fin al régimen constitucional, se embarca en el puerto de Cartagena, junto a su padre y su hermano,  en  el buque  francés “Córdoba” rumbo a Buenos Aires, donde llegarán el 21 de febrero de 1923.
José Martínez, se identifica rápidamente con las formas de vida y costumbres argentinas. Comienza estudios de Farmacia en la Universidad Nacional de La Plata, mientras prepara oposiciones para el ingreso en la Administración Pública Nacional, consiguiendo en 1926 una plaza con destino en el Instituto Ángel Roffo, centro dedicado a la investigación oncológica.
En Buenos Aires, en el año 1933, contrae matrimonio con María Montiel, natural de Lorca, (España) (1912).  Allí también nacen sus dos hijos: María del Carmen (1934) y Eduardo Fernán (1939).
La vida de José en la República Argentina transcurrió sin grandes sobresaltos. Se dedicó por completo a su trabajo y al quehacer literario, acometido cada vez con mayor entusiasmo por los constantes ánimos y elogios del escritor y narrador costumbrista argentino Elías Carpena.   Asiste a tertulias de escritores,  pronuncia conferencias, organiza encuentros literarios y participa en diversos ámbitos de la vida cultural bonaerense. De esta ferviente actividad, destaca haber promovido la fundación de la Biblioteca Vicente Medina y  la del Hogar Regional Murciano de Buenos Aires, instituciones que tenían como objetivo difundir la  literatura y en general, la cultura de la Región de Murcia entre  los residentes en este país.

"Recoger las voces de sus poetas, de sus novelistas, de sus historiadores -los que se fueron para siempre y los que, para nuestro deleite, siguen forjando hermosas páginas bajo el azul purísimo de aquel rincón inolvidable-, e infundirles un eco nuevo, magnificado por nuestra emoción, haciendo partícipes de ellas a propios y extraños (...). Vivir en lo posible, a orillas del Plata, como quisiéramos vivir a la vera del Segura, honrando por todos los medios la tierra bendita en que nuestros ojos se abrieron a la luz por vez primera".
Murcia Revista del Hogar Regional Murciano

Este organismo llegó a alcanzar una gran reputación por la excelencia de sus actividades, en las cuales participaron un buen número de intelectuales, artistas y escritores como Rafael Alberti, Jacinto Grau, María Teresa León, Alejandro Casona, Eduardo Zamacois y los musicólogos Hermanos Aguilar, entre otros.
Martínez Olivares formó parte de la prestigiosa SADE (Sociedad Argentina de Escritores) que por aquella época comenzaba su andadura, guiada por  Leopoldo Lugones, como presidente, y Horacio Quiroga, Jorge Luis Borges y Arturo Capdevila, como miembros de la comisión directiva, junto con otros importantes escritores.
Paralelamente a la organización y participación en estas y otras muchas actividades, José Martínez Olivares, continúa escribiendo poemas, narraciones y ensayos hasta 1969, año en el que abandona definitivamente las letras, aquejado por severos problemas de salud.
Murió en Buenos Aires el 2 de agosto de 1986.

## Su poesía
Las primeras composiciones poéticas de José Martínez Olivares fueron escritas entre los años 1925 y 1930. Posteriormente, las recopiló en un manuscrito titulado Jirones del alma. Buena parte de estos poemas fueron publicados en suplementos de periódicos y revistas literarias argentinas.
A partir del año 1931 aparecen algunos poemas en la prensa española, sobre todo, en el desaparecido Correo de Asturias.
En 1936, el estallido de la Guerra Civil española, le afecta profundamente y escribe la obra Romances de fuego y sangre, publicada un año después, en cuya temática subyace el desastre humano ocasionado por la contienda, unido al dolor que le produce el recuerdo de su patria en la lejanía. Los romances dejan traslucir la huella poética de Federico García Lorca, al que había conocido en  Buenos Aires en 1933, y la evocación de su cruenta muerte. Ángel Ossorio y Gallardo dijo que la influencia del malogrado García Lorca se deja sentir en todas sus composiciones. Efraím Cardozo reconoció una “inolvidable emoción espiritual” al leer esta obra.
La sierra, la naturaleza,  la vida sencilla de las gentes del campo con sus costumbres y tradiciones, son el eje de los poemas del Romancero Serrano, obra publicada en 1940 y muy aclamada por el público. Sobre ella el lingüista y crítico literario Amado Alonso afirmaría: “Me complace ver  que el viejo árbol de nuestro Romancero, aún puede echar cada año nuevos retoños”. En la reseña publicada en El Correo de Asturias, se valoran las composiciones como “polícromas sinfonías poéticas” y se definen como una creación de raigambre clásica. La Vanguardia, por otra parte,  destaca su filiación lorquiana.
La nostalgia de su pueblo y el recuerdo de su infancia molinera están presentes en Canciones de mi molino (1946), obra plenamente lírica, a juicio del catedrático Braulio Sánchez Sáez.
José Martínez Olivares escribió también varias obras narrativas, con predominio de los relatos y las leyendas. Cultivó el género ensayístico con estudios dedicados a Antonio Machado, Mariano José de Larra y a los poetas murcianos Vicente Medina y Vicente Ruiz Llamas, entre otros.

## Obras

### Poesía
- Jirones del alma (1931)
- Romances de fuego y sangre (1937)
- Romancero serrano (1940)
- Canciones de mi molino (1946)
- Canciones para una aldea murciana (1962)

### Prosa
- Estaba escrito (1931)
- Un romance bajo el Régimen Federal (1931)
- De mi tierra murciana: Estampas de mi pueblo (1935)

### Ensayo
- El primer amor de Larra en tierras de Castilla (1940)
- Antonio Machado, profeta (1940)
- Vicente Ruiz Llamas, un poeta de mi pueblo (1941)
- Medina, el cantor de la huerta murciana (1942)
- Un murciano en el descubrimiento de América (1942)
- Medina en la canción popular (1947)
- Cinco estampas medinescas  (1950)
- Medina, el cantor de un pueblo dolorido (1950)